# Blurred Lines
Singles par Robin Thicke
Love After War
(2011)
Singles par T.I.
Ball
(2012) Hello
(2013)
Singles par Pharrell
Celebrate
(2012) Get Lucky
(2013)
Blurred Lines (littéralement en français Lignes floues) est un single musical de Robin Thicke en collaboration avec Pharrell Williams et T.I., extrait de son quatrième album studio Blurred Lines, sorti en mars 2013. La chanson emprunte de nombreux traits à la chanson Got to Give It Up de Marvin Gaye, sortie en 1977 au point d'avoir été considérée comme plagiaire par un tribunal en 2015. Le single est resté six semaines numéro un des ventes en France.
Les paroles et le clip ont suscité des polémiques au sujet de l'image des femmes et d'une possible incitation au viol et aux violences domestiques.

## Développement
Blurred Lines est une chanson écrite par Robin Thicke et Pharrell Williams. Alors que ces derniers travaillent en studio, Pharrell propose de créer un son similaire à la chanson Got to Give It Up de Marvin Gaye. La chanson est créée en moins d'une heure.

## Accueil

### Accueil critique
François Alvarez de Music Story note que Robin Thicke « resurgit aux avant postes avec le tube Blurred Lines alors que sa carrière commençait à sérieusement s'embourber » et que le « joyeux Blurred Lines fait partie de ces hits qui marquent une époque et que l'on resservira immanquablement en gold d'ici quelques années ».

### Reprises et parodies
Les chanteuses Taryn Southern et Julia Price font une version féminine (Good Boy dans le refrain, au lieu de Good Girl) tout aussi sexy avec des garçons en sous-vêtements (Elliott Yamin, Andrew Bachelor, Jess Lizama, Ari Herstand, Nate Golon, Maxx Maulion, Robert Evans)
Le chanteur humoristique Cartman, sous le pseudonyme Sébastien Patoche, fait une parodie du vidéoclip pour sa chanson La Cartouche. 
L'émission française Les Guignols de l'info, sur Canal+, fait une parodie nommée Gné hé hé mettant en scène François Hollande et les membres de son gouvernement.
L'émission québécoise Bye Bye 2013 fait une parodie, reprenant la chanson sur le thème des Femen.
Le chanteur parodiste "Weird Al" Yankovic en fait une version en réécrivant les paroles et en n'utilisant que des motifs typographiques. Nate Bradley et Jason Hoffman en fait une version très servile. Bart Baker en fait une version théâtralisée (avec Kingsley, Todrick Hall, Jessica Endres, Morgan De Loera, Ollie Baker, Olga Kay, Dave Days, Sam Macaroni).

### Polémiques
Plusieurs groupes féministes ou des groupes de soutiens aux victimes de viols dénoncent des paroles et le clip qui encourageraient au viol et aux violences domestiques. La première réaction vient du blog Feminist in LA (« Féministe à Los Angeles ») : « cette chanson est dégoûtante même si elle est, il faut le reconnaître, très entraînante », et « la phrase « I know you want it » n’évoque pas franchement la notion de consentement à l’activité sexuelle ». Le blog relaie d'autres commentaires trouvés sur Internet, comme « 99 % de seins, 1 % de musique » ou « la musique dans ce porno est à chier ».
Au Royaume-Uni, la porte-parole du groupe de soutien aux victimes de viols Rape Crisis explique que « les paroles de Blurred lines donnent l'impression de glamouriser les violences faites aux femmes. Les paroles ainsi que le clip objectivent et dégradent la femme. Plus dérangeant encore, certaines paroles sont explicitement violentes sexuellement ». Au Canada, une mannequin et actrice souligne que la nudité n'est pas le problème en tant que tel mais plutôt le déséquilibre entre hommes et femmes dans le clip : « Les femmes sont clairement utilisées comme des objets pour renforcer le statut des hommes dans la vidéo. Ils sont en position de contrôle parce qu'ils ne sont pas vulnérables – ils sont entièrement vêtus –, alors que les femmes n’ont aucun statut et semblent totalement enclines à être exploitées ».
Dans Maura Magazine, on relativise la gravité ; les paroles sont certes « problématiques », mais elles ne le sont pas plus que d'autres chansons et il s'agit avant tout d'une démarche commerciale qui consiste à provoquer pour attirer,.
Pharrell Williams en 2019 dit regretter le sexisme des paroles.
Dans son mémoire My Body, sorti en octobre 2021, Emily Ratajkowski, a annoncé avoir été agressée sexuellement sur le tournage par le chanteur Robin Thicke. Elle Evans, autre mannequin présente dans le clip et sur le tournage, a corroboré les affirmations d'Emily.

## Condamnation pour plagiat
En mars 2015, Robin Thicke et Pharrell Williams sont condamnés à verser 7 400 000 de dollars aux héritiers de la famille de Marvin Gaye à la suite d'une plainte auprès de la justice pour plagiat. Les deux chanteurs sont reconnus coupables d'avoir enfreint les droits d'auteur de Marvin Gaye. Un juge réduit la somme à payer à 5 300 000 $. La Cour d'appel fédérale pour le neuvième circuit confirme la sentence en 2018.

## Clip
Pour la chanson, deux clips sont réalisés par Diane Martel. Dans le clip, trois mannequins, Emily Ratajkowski, Jessi M'Bengue et Elle Evans, dansent autour des chanteurs. Dans une version dite non censurée, elles sont seins nus, vêtues d'un string et de chaussures, et elles sont habillées dans le clip dit censuré. Sur la chaine française CStar, le clip est diffusé avec la signalétique « déconseillé aux moins de 10 ans » en journée.
Comme les paroles, le clip déclenche des polémiques, au point d'être retiré de YouTube dans sa version dénudée.
Le clip contribue à la notoriété d'Emily Ratajkowski, qui devient alors un sex-symbol.

## Classements et certifications
| Classement (2013)                            | Meilleure position |
| -------------------------------------------- | ------------------ |
| Afrique du Sud (Airplay Chart)               | 1                  |
| Allemagne (Media Control AG)                 | 1                  |
| Australie (ARIA)                             | 1                  |
| Autriche (Ö3 Austria Top 40)                 | 1                  |
| Belgique (Flandre Ultratop 50 Singles)       | 1                  |
| Belgique (Flandre VRT Top 30)                | 1                  |
| Belgique (Wallonie Ultratop 50 Singles)      | 2                  |
| Canada (Hot 100)                             | 1                  |
| Colombie (National-Report)                   | 7                  |
| Corée du Sud (GAON Download Chart)           | 5                  |
| Costa Rica (Top 40)                          | 1                  |
| Danemark (Tracklisten)                       | 2                  |
| Écosse (OCC)                                 | 1                  |
| Espagne (PROMUSICAE)                         | 1                  |
| États-Unis (Adult Contemporary)              | 7                  |
| États-Unis (Adult Pop Songs)                 | 1                  |
| États-Unis (Digital Songs)                   | 1                  |
| États-Unis (Hot 100)                         | 1                  |
| États-Unis (Dance Club Songs)                | 3                  |
| États-Unis (Latin Airplay)                   | 13                 |
| États-Unis (Latin Pop Songs)                 | 4                  |
| États-Unis (Pop Airplay)                     | 1                  |
| États-Unis (R&B/Hip-Hop Airplay)             | 1                  |
| États-Unis (R&B/Hip-Hop Songs)               | 1                  |
| États-Unis (Radio Songs)                     | 1                  |
| États-Unis (Ringtones)                       | 1                  |
| Europe (Euro Digital Songs)                  | 1                  |
| Finlande (Suomen virallinen lista)           | 9                  |
| France (SNEP)                                | 1                  |
| Grèce (Digital Songs)                        | 2                  |
| Hongrie (Dance Top 100)                      | 2                  |
| Hongrie (Editors' Choice Top 100)            | 1                  |
| Hongrie (Rádiós Top 100)                     | 1                  |
| Irlande (IRMA)                               | 1                  |
| Islande (Tónlist)                            | 1                  |
| Israël (Media Forest)                        | 1                  |
| Italie (FIMI)                                | 2                  |
| Japon (Hot 100)                              | 22                 |
| Liban (Lebanese Top 20)                      | 1                  |
| Luxembourg (Digital Songs)                   | 1                  |
| Mexique (Mexico Ingles Airplay)              | 1                  |
| Mexique (Monitor Latino)                     | 1                  |
| Norvège (VG-lista)                           | 2                  |
| Nouvelle-Zélande (RMNZ)                      | 1                  |
| Pays-Bas (Nederlandse Top 40)                | 1                  |
| Pays-Bas (Single Top 100)                    | 1                  |
| Pologne (Classements Singles)                | 45                 |
| Pologne (Dance Top 50)                       | 2                  |
| Pologne (Top Airplay)                        | 1                  |
| Portugal (Digital Songs)                     | 1                  |
| République tchèque (Radio Top 100 Oficiální) | 10                 |
| Roumanie (Top 100)                           | 5                  |
| Royaume-Uni (UK Singles Chart)               | 1                  |
| Russie (Airplay Top Hit 100)                 | 17                 |
| Slovaquie (IFPI Rádio)                       | 2                  |
| Suède (Sverigetopplistan)                    | 6                  |
| Suisse (Schweizer Hitparade)                 | 1                  |
| Ukraine (Airplay Top 40)                     | 16                 |
| Venezuela (Record Report)                    | 1                  |

| Classement (2013)                 | Position |
| --------------------------------- | -------- |
| Allemagne (Media Control AG)      | 2        |
| Australie (ARIA)                  | 2        |
| Autriche (Ö3 Austria Top 40)      | 2        |
| Belgique (Flandre Ultratop 50)    | 3        |
| Belgique (Wallonie Ultratop 40)   | 6        |
| Canada (Hot 100)                  | 1        |
| États-Unis (Hot 100)              | 2        |
| États-Unis (Pop Songs)            | 1        |
| États-Unis (R&B/Hip-Hop Songs)    | 2        |
| États-Unis (Radio Songs)          | 1        |
| Hongrie (Dance Top 100)           | 17       |
| Hongrie (Editors' Choice Top 100) | 1        |
| Hongrie (Rádiós Top 100)          | 5        |
| Israël (Media Forest)             | 4        |
| Nouvelle-Zélande (RMNZ)           | 1        |
| Pays-Bas (Nederlandse Top 40)     | 1        |
| Pays-Bas (Single Top 100)         | 2        |
| Royaume-Uni (UK Singles Chart)    | 1        |
| Suisse (Schweizer Hitparade)      | 2        |

| Classement                      | Position |
| ------------------------------- | -------- |
| Australie (ARIA)                | 98       |
| Belgique (Wallonie Ultratop 40) | 34       |
| France (SNEP)                   | 87       |
| Nouvelle-Zélande (RIANZ)        | 25       |
| Pays-Bas (Nederlandse Top 40)   | 7        |
| Pays-Bas (Single Top 100)       | 26       |

| Pays                       | Certification | Date              | Ventes    |
| -------------------------- | ------------- | ----------------- | --------- |
| Allemagne (BVMI)           | 2 × Platine   | 2013              | 600 000   |
| Australie (ARIA)           | 9 × Platine   | 2013              | 630 000   |
| Autriche (IFPI)            | Platine       | 20 novembre 2013  | 30 000    |
| Belgique (BEA Flandre)     | Platine       | 12 juillet 2013   | 30 000    |
| Belgique (BEA Wallonie)    | Platine       | 12 juillet 2013   | 30 000    |
| Canada (CRIA)              | 9 × Platine   | 13 août 2013      | 720 000   |
| Danemark (IFPI)            | 3 × Platine   | 4 octobre 2013    | 90 000    |
| États-Unis (RIAA)          | 6 × Platine   | 16 septembre 2013 | 7 380 000 |
| France (SNEP)              | Diamant       | 2013              |           |
| Italie (FIMI)              | 4 × Platine   | 2013              | 200 000   |
| Mexique (AMPROFON)         | 3 × Platine   | 16 août 2013      | 180 000   |
| Norvège (IFPI) (Single)    | 2 × Platine   | 2013              | 20 000    |
| Norvège (IFPI) (Streaming) | 3 × Platine   | 2013              | 30 000    |
| Nouvelle-Zélande (RMNZ)    | 5 × Platine   | 19 août 2013      | 75 000    |
| Royaume-Uni (BPI)          | 3 × Platine   | 23 août 2013      | 1 630 000 |
| Suède (GLF)                | 2 × Platine   | 11 octobre 2013   | 80 000    |
| Suisse (IFPI)              | 3 × Platine   | 2013              | 30 000    |